# Françoise Chandernagor

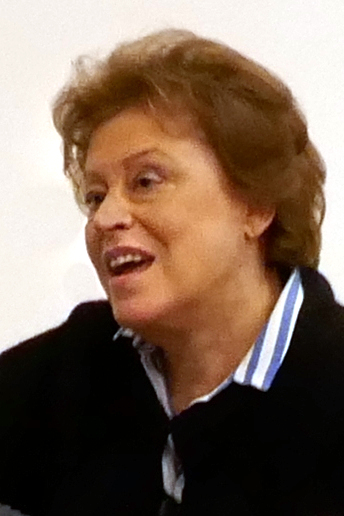
Françoise Chandernagor

Françoise Chandernagor, nacida el 19 de junio de 1945 en Palaiseau (Essonne), es una escritora francesa. Es miembro de la Academia Goncourt, ha escrito quince libros, después de haber trabajado en la alta administración francesa. Hija de André Chandernagor, fue alumna de la École nationale d'administration, y se convirtió en miembro del Consejo de Estado de Francia en 1969.

## Biografía

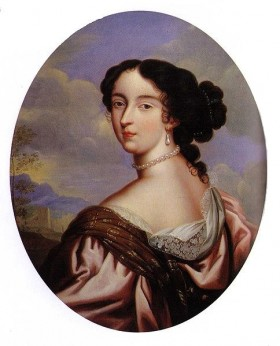
Madame de Maintenon

Nació en una familia de masones relacionados con los descendientes de un esclavo libre indio (de ahí su nombre). Se casó con Philippe Jurgensen y es madre de tres hijos. Françoise Chandernagor divide su vida entre París y la región central de Francia.
Después de recibir su diploma del Instituto de Estudios Políticos de París y una maestría en derecho público, ingresó a los 21 años en la Escuela Nacional de Administración - École nationale d'administration (ÉNA), terminando dos años más tarde a la cabeza de su clase, la primera mujer en alcanzar tal posición. En 1969 ingresó en el Consejo de Estado donde ocupó diversos cargos legales, en particular como fiscal general.
También ocupó cargos en el servicio exterior, tanto en asuntos culturales como económicos, y ocupó puestos de liderazgo en organizaciones benéficas, particularmente como vicepresidenta de la Fundación Francia hasta 1988 y como vicepresidenta de la Fundación Aguesseau. En 1991, redactó el informe anual del Consejo de Estado sobre "sécurité juridique" (La protección de los derechos del ciudadano en el sistema judicial). Dejó la administración y abandonó su carrera como funcionaria en 1993, para dedicar su tiempo a la escritura.
Desde 1981, cuando publicó L'Allée du Roi (recuerdos de Madame de Maintenon - Françoise d'Aubigné, marquesa de Maintenon, la segunda esposa de Luis XIV, Françoise Chandernagor ha escrito diversas novelas y una obra de teatro (estrenada en Bruselas en 1993-1994 y en París en 1994-1995). Varias de sus novelas fueron traducidas a quince idiomas, y dos de ellas fueron objeto de adaptaciones televisivas.
En La Chambre, en 2002, retoma el mecanismo de los recuerdos imaginarios para representar la vida de un niño encarcelado por los revolucionarios, que es, de hecho, el joven Luis XVII.

La familia de la esposa del Dr. Godard hizo que un juez de Caen prohibiera la publicación en Le Figaro littéraire de un folletín de Françoise Chandernagor sobre el caso.

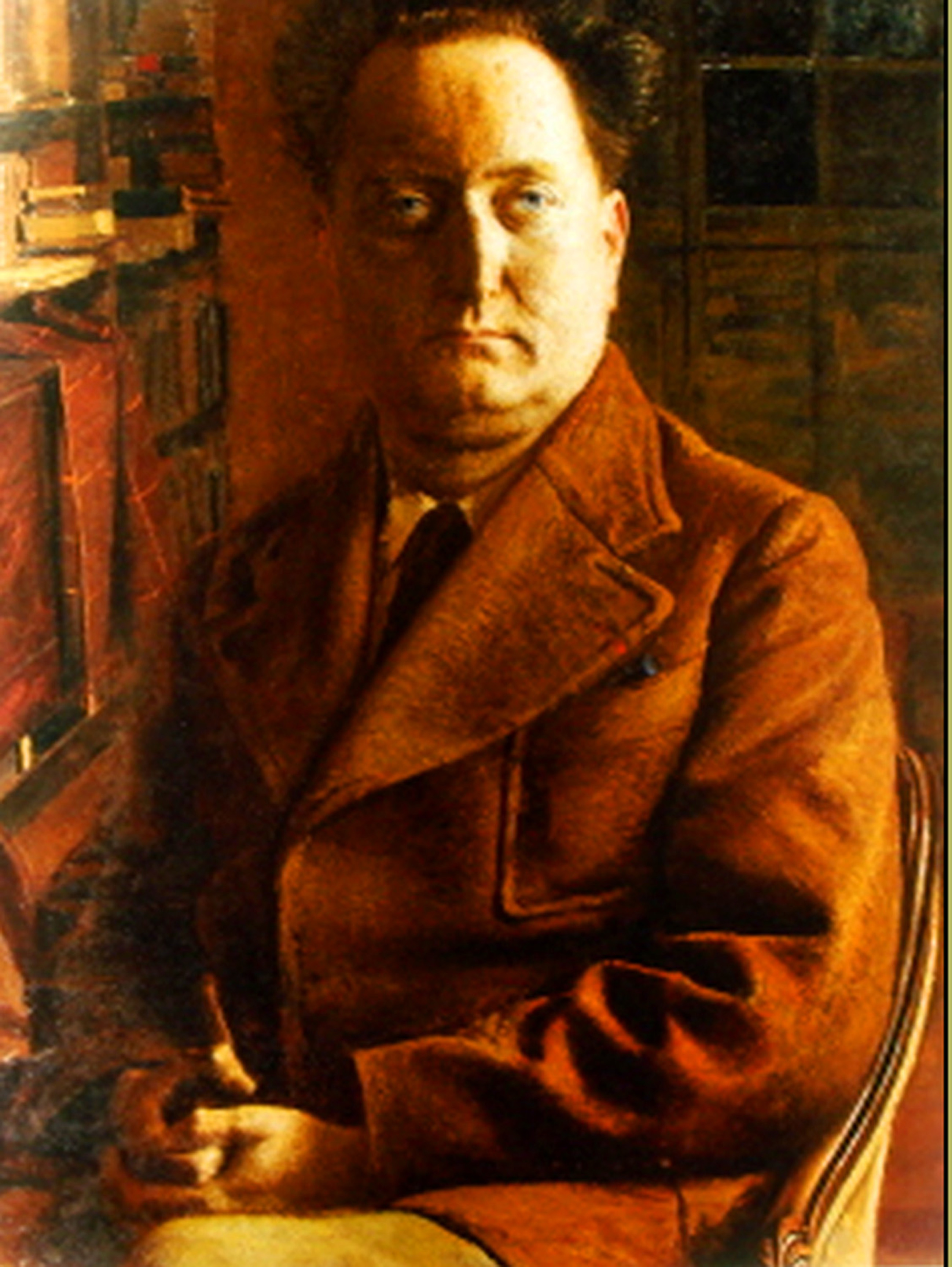
Eugène Martel Portrait de Jean Giono en 1937

Françoise Chandernagor preside el Premio Jean Giono, y actualmente es la administradora de la Fundación del Castillo de Maintenon, Corporación de los lectores del Mundo y del Siglo. Es miembro de la Academia Goncourt desde junio de 1995.

## Distinciones
- Oficial de la Legión de Honor
- Gran cruz de la Orden Nacional del Mérito[2]

## Obras
- 1981 : L'Allée du Roi - éditeur : Julliard (Paris) - ISBN 2260002609. Il a été adapté à la télévision par Nina Companeez en 1995
- 1988 : La Sans Pareille - éditeur : éditions de Fallois (Paris) - ISBN 287706011X
- 1989 : L'Archange de Vienne - éditeur : éditions de Fallois (Paris) - ISBN 2253057169
- 1990 : L'Enfant aux loups - éditeur : éditions de Fallois (Paris) - ISBN 2877060977
- 1994 : L'Ombre du Soleil (monologue théâtral d'après L'Allée du Roi)
- 1995 : L'Enfant des Lumières - éditeur : éditions De Fallois - ISBN 2877062414
- 1998 : La Première épouse - éditeur : éditions De Fallois - ISBN 9782877063333
- 2001 : Maintenon (en collaboration avec Georges Poisson) - éditeur : Norma - ISBN 978-2909283661
- 2002 : La Chambre - éditeur : Collection blanche, Gallimard - ISBN 2070767140, 27e Prix Fondation Pierre-Lafue 2003
- 2004 : Couleur du temps - éditeur : Collection blanche, Gallimard - ISBN 2070771830
- 2007 : La Voyageuse de nuit, 336 pages - Collection blanche, Gallimard - ISBN 2070781224
- 2011 : Les Enfants d'Alexandrie, Albin Michel premier d'une trilogie La Reine oubliée consacrée à Cléopâtre Séléné II) - ISBN 222622131X
- 2012 : Les Dames de Rome, Albin Michel (2e volume de la trilogie La Reine oubliée) - ISBN 2226240047
- 2015 : Vie de Jude frère de Jésus, Albin Michel - ISBN 978-2-226-25994-3 analyse iciet ici
- 2016 : Quand les femmes parlent d'amour. Une anthologie de la poésie féminine, Le Cherche Midi - ISBN 978-2-749-11715-7

## Análisis de la obra
- Leçons de Lumière : Lettre ouverte à Françoise Chandernagor, de Michel Rheault, aux éditions Nota bene (Montréal, 2006) et Mercure de France (Paris, 2007) - ISBN 2715226578.